# Ripiphorus spalatensis
Ripiphorus spalatensis is een keversoort uit de familie waaierkevers (Rhipiphoridae). De wetenschappelijke naam van de soort is voor het eerst geldig gepubliceerd in 1917 door Obenberger.